# 倪柝声反革命集团案

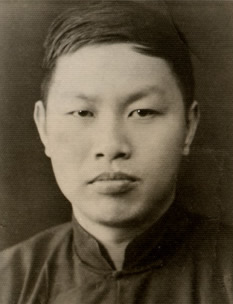
倪柝声

倪柝声反革命集团案是1950年代，中华人民共和国政府将倪柝声等地方教会人士作为“反革命集团”进行镇压的政治案件。

## 背景
1950年以后，中共正在进行三大运动：抗美援朝、土地改革和镇压反革命，外国传教士陆续被逐出中国大陆，基督教各大公会失去来自英美差会的支持，在政治形势变化（控诉运动）并失去经济来源以後，迅速加入由中国新政府控制的三自爱国运动。此后，仍处于中国政府控制之外的就只剩下一些中国基督徒创立的团体，如耶稣家庭、真耶稣教会和地方教会，认为自己早就实行了“三自”原则，因此基本未受政局影响，继续大传福音，大讲属灵生命之道，在1949年－1951年间的短时期内继续迅速扩展，甚至达到历史上的鼎盛时期。不过，不久以后，这几个基督徒团体就在1950年代的几次政治运动中成为受打击的主要对象。

### 鼓岭土改
1950年，土改运动开始，倪柝声、李渊如、俞成华、汪佩真联名指示全国各地475个聚会处负责人，发动信徒32,782人签名，送往福建省人民政府，要求保留鼓岭执事之家的房产土地。后来，鼓岭执事之家被定为团体地主。1951年3月，全体在鼓岭执事之家的人员受到管制，达半年之久。管制结束之后，执事之家的全部土地、房屋概行没收，执事之家的人员全体离开。。
1952年1月19日，《天风》发表福州基督教抗美援朝三自革新运动委员会筹备处关于鼓岭基督教执事之家破坏土改问题的调查报告，将其定性为破坏土改的政治罪行，并将矛头直指倪柝声本人。

### 控诉运动
朝鲜战争期间，1951年4月16日－21日，政务院文化教育委员会宗教事务处在北京召开“处理接受美国津贴的基督教团体会议”。倪柝声应邀参加，“拟了一个通知，是由北京协和印刷局承印的，通知聚会处的信徒都要拥护三自”。
在这次会议上，开始了“基督教控诉运动”。控诉运动在原来有西方差会背景的教派中推行顺利，但是在地方教会中，虽然亦召开了控诉会，但是并无帝国主义分子可供控诉，于是政府工作队将批判矛头指向地方教会的属灵信仰，称之为“落后思想”。由于信徒的内心抗拒，在大部分地方地方教会进行的控诉运动，总体而言无法达到政府预想的效果。
在上海南阳路聚会所内举行的控诉会上，信徒吴维尊在政府指导员的推动下，起来“站到人民立场上”控诉姊妹蒙头、诗歌、传福音等四个问题，激起信徒强烈的反控诉情绪，会场陷于一片混乱。
政府组织的控诉运动，仅在南京等少数地方的地方教会中有所进展。在1951年6月举行的全市控诉大会中，地方教会被指控为“一贯散布反动谣言”，长老丁荣施上台检讨，但仍被认为不够深刻。8月14日，南京《新华日报》刊登文章《揭开属灵的外衣—祠堂巷聚会处的反动活动》，将地方教会定性为“帝国主义、国民党反动派利用来进行反苏、反共、反人民的工具”，8月，政府发动南京地方教会的裴宏恩、任定一、傅保罗、张西吉等信徒，控诉雷志伯、季永同、丁荣施、马宗符等长老把持教会，女信徒在教会中说话要蒙头，不许男女信徒一起谈天等，并刊登在《新华日报》上。
同年年底，北方一处较大的地方教会——青岛地方教会的张子洁长老以“反革命罪”被捕。
1951年底，倪柝声向政府控告三自革新委员会在进行控诉运动时，出现以现代派打击“属灵派”的问题。

### 三反五反运动
1950年，中华人民共和国政府下令将倪柝声经营的中国生化制药厂并入沈阳东北制药总厂，倪柝声担任工厂管理委员会主任。1952年2月，针对私营业主的三反五反运动在上海宗教界展开，政府及三自委员会大力推动信徒揭发犯有行贿、偷税漏税、偷工减料、盗窃国家经济情报等五毒罪名的“基督教败类”，三自运动领袖之一刘良模亦配合运动，发表文章，要求“揭穿”“隐藏在教会内”的“大老虎”的虔诚面貌。上海地方教会所办以琳印刷所的工人亦受鼓动，张贴许多控诉标语，事后参与的工人遭到教会处理，被停止擘饼。

## 經過

### 抓捕倪柝声
1952年4月10日，倪柝声被东北公安部秘密逮捕，关押在东北。其审理时间长达四年。起初被控以偷税漏税罪名。
政府、三自和地方教会都封锁倪柝声已经被捕的消息，绝大部分信徒都是在数年后才了解这一消息。

### 两次抓捕之间的地方教会
倪柝声被捕以后，上海地方教会的同工、长老对三自的态度趋于强硬。1952年10月20日，张愚之在北京，由当地教会长老阎迦勒陪同，前往拜会激烈反对三自运动的史家胡同基督徒会堂负责人王明道。“1954年底，上海聚会处正式表示，要改变倪柝声参加三自的决定，退出三自。”
1953年至1955年，各地地方教会陆续宣布退出“三自”。1955年4月，北京地方教会正式宣布退出「三自」。

### 擴大抓捕和鎮壓
肃反运动中，多处地方教会领袖遭到抓捕。
1955年5月，南京教会长老季永同及8名信徒因散发意见书而遭逮捕。杭州教会负责人赵避尘、徐永明以非法行医罪名被捕。8月，北京教会长老阎迦勒受王明道案牵连被捕，写《样样都看清楚了》检讨自己的反三自言论。
1956年1月，在中国大陆多个省份，尤其是地方教会信徒众多的浙江省、福建省，展开针对地方教会的镇压行动，以反革命罪名逮捕大批教会领袖。1956年1月10日，林子隆与福建全省各地地方教会的负责人，作为倪柝声反革命集团分子，而在同一夜被捕。
1956年1月29日夜，主日擘饼聚会结束以后，同工长老汪佩真、李渊如、张愚之、蓝志一（均住在铜仁路文德里）、朱臣、陈本伟、孙凯、初立明、李铭亮等一同在上海被捕。南阳路聚会所办公楼被公安局占领，未被逮捕的其他十几位同工长老，包括俞成华、唐守临、周行义、杜忠臣、宣常铭、顾伯涛、任钟祥，以及左弗如、倪规箴、郭孩真、刘慧芬、桂如玉、纪钟毓等女同工，均被分别关押在会所楼上隔离审查，要求交代倪柝声的问题。七、八十位男女执事全部集中到新闸路常德路培明中学交待问题。
俞成华始终拒絕控訴任何人，以求良心平安。政府认为他抗拒交待，从严处理，20天后被关进监狱拘留审查。由于接受日夜轮流审讯，睡眠不足，俞成华的身体状况迅速恶化，昏迷了三次，4月12日被保外就医，4月13日在上海宏仁医院去世。左弗如、唐守临、任钟祥等人宣布站到“人民立场”上，左弗如还撰文《神在我的软弱上显明了他的大能》，描述她思想转变的过程。
1月29日当天自下午起，上海市宗教事务处召集全国三自全体常委集中在文化俱乐部召开座谈会，直到午夜，宗教事务处处长罗竹风宣布汪佩真、李渊如、张愚之、蓝志一已经被捕，于是全体三自常委热烈鼓掌，表示感谢政府为基督教界除害。
1月31日，市政协召开座谈会，在会上控诉“倪柝声反革命集团”。从1956年2月8日起，上海市公安局在南京西路铜仁路口卫生学校举办倪柝声反革命集团罪证展览会，组织1.3万多人参观。2月3日，政府在南阳路聚会所召开4,000人的控诉大会（包括江、浙地方教会以及上海各公会的负责人），执事刘约翰（中山医院医生）、许梅骊（二医学生）、张主怀（交大学生）、女同工左弗如、郭孩真、乔静文、范在甲（生化药厂工人）、陈说如（以琳印刷所）、张振华和张锡康共10人上台揭发倪柝声反革命集团罪行。政府又组织这些政治积极分子成立信徒学习委员会，领导信徒学习政治。

### 審判

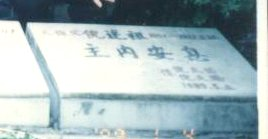
苏州香山公墓的倪柝声墓碑

1953年倪柝声案移送上海审理，同年審理結案。随后在监狱内反省数年，以后配合政治运动的需要，才在选定的合适时机进行公开判决。1956年6月21日，上海市高级人民法院审理判决倪柝声反革命集团案。
检察院的起诉书指控倪柝声多项远远足以判处极刑的耸人听闻的罪名，儘量上綱上線，“批判從嚴”，“穩、狠、准地給予嚴重打擊”：
- 政治反动：
  - 在1940年代不赞成学生信徒上街进行反对国民政府的游行示威（因为坚持顺服政府权柄）；
  - 诱骗青年学生去台湾；
  - 欺骗政府，虽然是中国人自办教会，却与外国传教士有过来往，对他们还有过同情，因此没有站在坚决反帝的人民立场上；
  - 发动反共祈祷；
  - 向国民党政府提供情报；
- 经济罪名：偷漏巨额稅款172亿元（旧币）；
- 生活罪名：荒淫无耻，甚至有与女同工没有头部的电影胶片公开展览。

倪柝声以其一贯的作风，在法庭上没有否认对他的指控。但是一些人指出，许多证据明显失实。例如当年的摄影机极为笨重，拍摄影片需要多人协助，因此奸淫罪的指控显然是捏造的谎言；又如偷漏巨额稅款172亿元，数目超过生化药厂总价值，太过浮夸，也属当年流行的一种剥夺资本家财产的手段，令人无法相信。
法院在量刑时似乎只是采纳起诉书的一小部分指控，其中没有提及奸淫罪名，显示其证据不足，未能采信。最后将倪柝声判處有期徒刑15年，关进上海市提篮桥监狱。倪柝声15年刑满以后，当局将他继续关押，最后在1972年6月1日凌晨，倪柝声在安徽省广德县白茅岭监狱（属于上海市管理）逝世。现在倪柝声与妻子张品蕙、二弟倪怀祖、弟媳徐奉先一同安葬在江苏省苏州市郊外的香山公墓。
1958年10月，倪柝声反革命集团案其他案犯判刑。李渊如、汪佩真被指控在倪被捕后，变本加厉地组织反政府行动（退出三自），以反革命罪被判處15年徒刑。两人都一直没有出狱，文革期间病故。张愚之判刑12年，在青海劳改。释放后由于帮助基督徒逃离上海、传福音等罪名再次被捕，于1970年4月25日在上海人民广场公审后被枪决。蓝志一判刑10年，押解青海劳动改造。释放后，返回家人居住地武汉。陈本微判刑十年。

## 事件之後

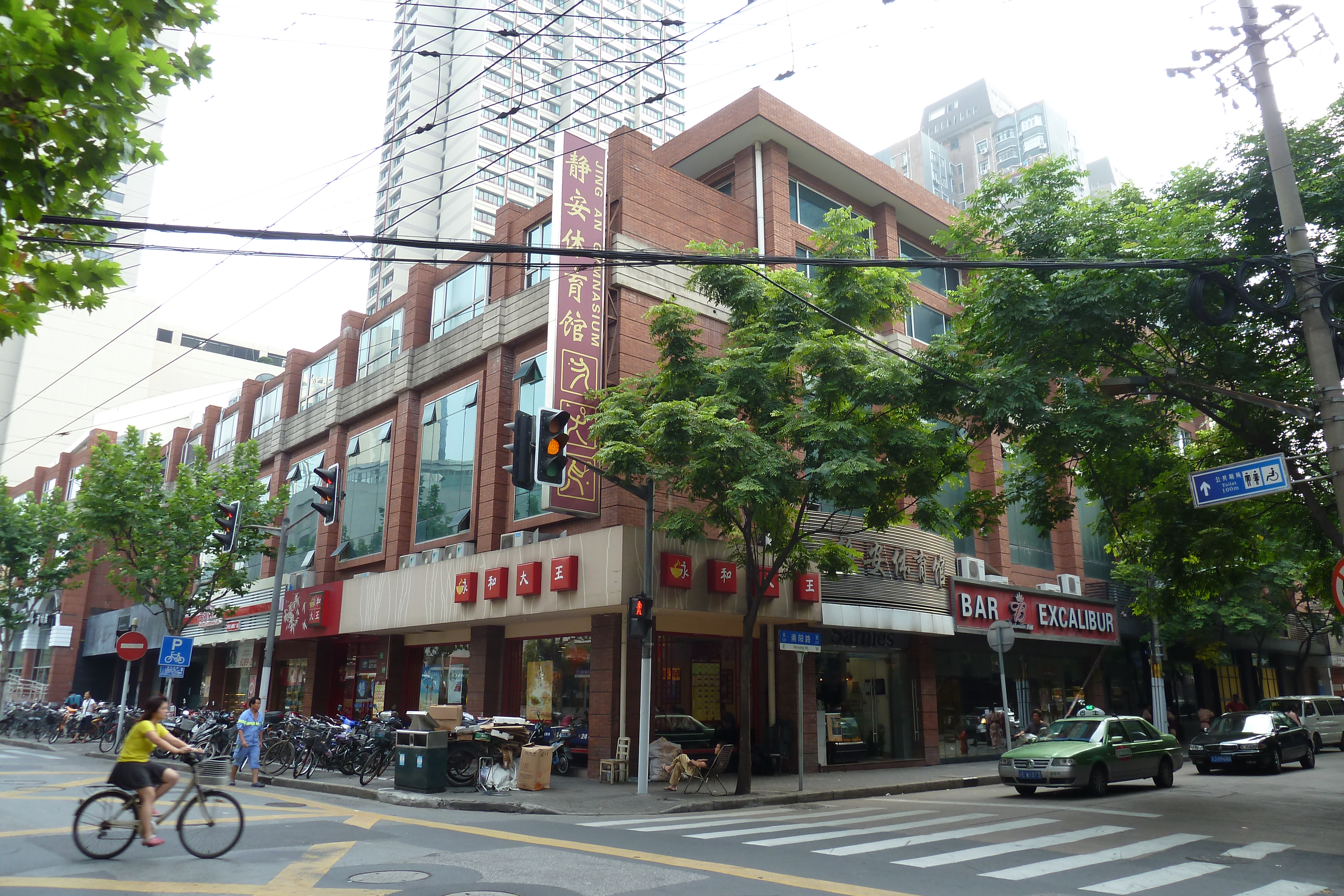
上海南阳路会所旧址（现被改设为「静安体育馆」）

倪柝声反革命集团案在经大肆宣传之后，起到了威嚇宗教界的效果，部分地方教会重新加入三自，1958年的献堂献庙运动得以顺利进行。上海地方教会不少信徒当时深受挫折 ，离开聚会，也有少数信徒如许梅骊转而配合政府，控诉地方教会和倪柝声。
1956年，上海聚会处经过改组，由唐守临、任钟祥以及左弗如负责。他们和北京地方教会的负责人阎迦勒宣布再次革除倪柝声。1958年，中国大陆基督教于实行联合礼拜。上海教会使用不到10年的南阳路聚会所也被迫“献给”国家，后来改为静安体育馆。
许多基督徒不相信这些指控属实，并同情倪的遭遇。后有证据显示，对倪和地方教会的逼迫，是由三自运动的领导人吴耀宗诬告造成的，其目的是强迫当时最大的独立本土教会团体加入三自运动。但倪的家人和1980年代出狱的蓝志一，由于地方教会的信仰特点，没有要求政府平反。不过，有一些反对倪柝声神学立场和地方教会观点的人士，如香港建道神學院的梁家麟，2004年出版了《倪柝聲的榮辱升黜》，坚持相信中共1950年代对倪的指控并非捏造，又加上许多自己的心理分析推理内容。梁家麟因出版此書，受到地方教会内外一些基督徒的多次批评和抗议。

### 信徒
许梅骊
许梅骊（1931－）是一位以控诉倪柝声而著称的女士。1947年16岁（高二）受浸加入上海地方教会。1955年，肃反运动开始，当时她为上海第二医学院学生，刚结束医院实习，接受隔离审查。在1956年2月，配合中共政府，控诉地方教会和倪柝声，又去天津教会组织对夏习灵长老的批斗会。1957年初放弃信仰，得以顺利毕业，留在上海医院工作。此后要求加入共产党未获批准。1980年代移居美国。2011年出版《难泯岁月— 我和上海地方教会及倪柝声》，为自己当年的出卖行为辩护，并且继续控诉倪柝声和渲染当时控告倪柝声的官方「证据」，引发颇多争议。2018年又将其增补，取名《警钟长鸣》出版。